# Leella
Leella es un género de foraminífero bentónico de la subfamilia Staffellinae, de la familia Staffellidae, de la superfamilia Fusulinoidea, del suborden Fusulinina y del orden Fusulinida. Su especie tipo es Leella bellula. Su rango cronoestratigráfico abarca desde el Kazaniense hasta el Guadalupiense (Pérmico.

## Discusión
Clasificaciones más recientes incluyen Leella en la superfamilia Staffelloidea, y en la subclase Fusulinana de la clase Fusulinata.

## Clasificación
Leella incluye a las siguientes especies:
- Leella bellula †
- Leella armenica †
- Leella fragilis †
- Leella grossa †
- Leella intermedia †
- Leella kweichowensis †
- Leella zhonghuaensis †